# Chemin du Fer à Cheval
Le chemin du Fer à Cheval (en néerlandais : Hoefijzerweg) est un chemin en forêt de Soignes, au sud-est de Bruxelles (Belgique).